# Бастиан Шулц
Бастиан Шулц (на немски: Bastian Schulz, роден на 10 юли 1985 в Хановер, Германия) е германски футболист, играещ на поста полузащитник.

## Кариера
Шулц играе от 1997 до 2009 г. за Хановер 96 и преминава през всички младежки формации на „червените“ от Долна Саксония, до 2004, когато е картотекиран във втория отбор на хановерци. Преди това халфът тренира в своя квартален отбор Алтвармбюхен. На 15 март 2008 г. Дитер Хекинг призовава Бастиан Шулц за пръв път в първия отбор на Хановер 96 за срещата с Арминия Билефелд, когато Шулц записва и своя дебют в Първа Бундеслига, влизайки през втората част на мача на мястото на Серджио Пинто. Първият си гол в първа лига полузащитникът отбелязва на 1 ноември 2008 г. срещу Хамбург.
От лятото на 2009 г. Бастиан Шулц е привлечен в състава на отбора от Втора Бундеслига Кайзерслаутерн, след като Дитер Хекинг заявява, че няма да разчита повече на него в Хановер 96.

## Видео
- Гол на Бастиан Шулц срещу Хамбург